# Brott och brott
Brott och brott, eller Rus, är en pjäs av August Strindberg från 1899. Stycket uruppfördes på Dramaten den 26 januari 1900.

## Handling
Maurice är en dramatiker, vars senaste pjäs blivit en succé. Han har en femårig dotter, Marion, med Jeanne kvinna, men är förälskad i en annan kvinna, Henriette. Morgonen efter pjäsens premiär äter han frukost i Boulogne-skogen med Henriette. Han tänker att livet vore enklare om han inte hade någon dotter och några timmar senare hittas hon död. 